# Onsager-relációk
A termodinamika irreverzibilis folyamatokra való kiterjesztésének kiindulópontja, hogy a transzport folyamatok törvényei szerint lineáris az összefüggés a hő, a fluxus, valamint az ezeket létrehozó erő között. Az Onsager-reláció szerint bármely termodinamikai rendszerben valamely i anyagra ható X termodinamikai erő és az általa létrehozott J fluxus közötti összefüggés {\textstyle J=LX}.

## Diffúzió termokémiai értelmezése
Az irreverzibilis folyamatok termodinamikája szerint a diffúziót előidéző termodinamikai erő a kémiai potenciál gradiense. Lars Onsager részletesen elemezte a jelenséget és megállapította, hogy a különböző koncentrációjú oldatok elegyedésével járó szabadentalpia-változás a diffundáló részecskék által a közeg súrlódása ellenében végzett munkával azonosítható. A diffúzió - lassú lefolyású révén - kis eltérést mutat az egyensúlyi állapothoz viszonyítva, összehasonlítva a többi kémiai reakcióval. Ilyen körülmények között az entalpiaváltozás egyenlő a súrlódás által disszipált energiával. Ennek megfelelően az izoterm rendszerben az i-dik komponens diffúzióját létrehozó erő:{\displaystyle X_{i}=-grad\mu _{i}}
ahol {\displaystyle \mu _{i}} az i-dik komponens kémiai potenciálja.

## Az Onsager-féle reciprocitási reláció
A valóságban nem egyetlen erő idézi elő a transzport folyamatot illetve az anyagáramot (pl.a kémiai gradiens szorosan függ a hőmérsékleti gradienstől). Az így keletkező kereszteffektusok számottevőek lehetnek az adott körülmények közt. Általában, ha egy termodinamikai rendszer i-dik komponensére egyidejűleg több erő is hat, akkor a lineáris fluxustörvény értelmében:
{\displaystyle J_{i}=\sum _{k=1}^{n}L_{i,k}X_{k}}
A kereszteffektusok vezetési együtthatói Onsager feltételezése szerint szimmetrikusak, azaz érvényes rájuk az {\displaystyle L_{ae}=L_{ea}} ahol {\displaystyle L_{ea}} az elektromos potenciál gradiense az anyagáramra, illetve a kémiai potenciálgradiensnek az elektromos áramra kifejtett hatását leíró vezetési együttható.